# Ника Чайкина
Ни́ка Ча́йкина, также известная под кодовым именем Красная Фурия — вымышленная супергероиня комиксов российского издательства Bubble Comics, центральный персонаж серий комиксов «Красная Фурия» и «Союзники». Дебютировала в первом выпуске комикса «Красная Фурия» в октябре 2012 года. Разработали персонажа Артём Габрелянов и Сергей Окунев, а дизайн и внешний вид — художник Олег Окунев. Ника Чайкина также появится в вольной сериальной адаптации комикса, «Фурия».
Ника Чайкина — сирота, которую в детстве подкинули в бродячий цирк, а потом похитили члены преступной организации «Братство воров», у которых она выучилась воровству и боевым искусствам. Впоследствии она попадает в «МАК» (Международное Агентство Контроля) — секретную организацию, цель которой — предотвращение военных конфликтов по всему миру, и становится одним из агентов организации. В какой-то момент команда «МАК» оказывается повержена, а сама Ника теряет обе ноги, ей приходится учиться жить заново. Обладает высокими моральными принципами, вследствие которых отказывается от убийства своих врагов.
Когда персонаж дебютировал в «Красной Фурии», он получил прохладные отзывы критиков за слабую проработку и излишнюю сексуализацию, но позже, с выходом новых выпусков, отношение стало меняться в лучшую сторону. Окончательно положительными отзывы стали с выходом «Союзников», где показаны душевные и телесные страдания Ники и развитие её характера.

## Описание персонажа
Ника Чайкина — рыжеволосая девушка привлекательной наружности с голубыми глазами и объёмным бюстом. Она носит обтягивающий красный костюм. В комиксе «Союзники», который является продолжением «Красной Фурии», Ника лишается обеих ног, а цветовая гамма её костюма меняется: если в «Красной Фурии» цветовая палитра Ники яркая, красно-рыжая, то со временем цвета становятся более сложнымии и грязными, потом — приглушёнными и спокойными, а в конце концов и вовсе холодными, что подчёркивает её сломленное душевное состояние.
Ника умелая воровка и шпион, а также превосходная акробатка, которая хорошо владеет рукопашным боем и огнестрельным оружием. В совершенстве знает английский язык. Имеет костюм «КОКОН», который защищает Нику от повреждений, выдерживает перепады температур, а также может менять цвет и выступать в роли камуфляжа. Позже получает костюм «КОКОН 2.0», который состоит из жидких наночастиц и буквально «налипает» на владельца. Особенность «КОКОНА 2.0» — возможность усиливать разные части тела, например, руки, чтобы поднимать тяжести, или ноги для быстрого бега, при этом костюм крайне уязвим для разрядов электричества. В «Союзниках», потеряв ноги, Ника получает вместо них механические протезы, которые сильнее и крепче обычных, живых ног.
Ника Чайкина обладает высокими моральными принципами, вследствие которых отказывается от убийства своих врагов. Потеряв ноги, Ника становится сломленным, разбитым человеком, постоянно испытывающим фантомные боли и вынужденным принимать обезболивающие, но со временем пережитые травмы дают ей понимание о ценности жизни.

## Появления

### Красная Фурия
Ника Чайкина — сирота, которая родилась и выросла в России. В младенчестве её подобрал клоун из цирка-шапито, где та обучилась акробатике. Через некоторое время её похитило и заставило работать на себя Братство Воров — древняя тайная секта, история которой уходит во времена Иисуса Христа. Там Ника прошла жестокое обучение, где её наказывали за малейшие оплошности, но там она научилась воровству, умению драться и обращаться с оружием, искусству соблазнения. В Братстве Ника также сдружилась со своей сверстницей по имени Джина Стивенс, которая стала ей названной сестрой. Впоследствии Ника сбежала из Братства, инсценировав свою смерть.
После неудачной попытки ограбить Пекинский музей истории Ника и Джонни попадаются в ловушку МАК — Международного Агентства Контроля, чей главной задачей является предотвращение возникновения Третьей мировой войны. Те предлагают им в свой отряд, собранный для поисков Святого Грааля, могущественного артефакта, дающего власть над миром. Нике Чайкиной и её новообретённой команде из американца Джошуа Донато, немки Лотты Лемке, китайца Ян Вана и англичанина Артура Хаксли предстоит найти Грааль. В своей первой миссии команда противостоит неонацистской организации «Чёрная луна», возглавляемой безумным учёным Рихардом Риппе. В ходе успешного штурма нацистской крепости «Асулбург», расположенной в Антарктиде, Нике удаётся добыть первую подсказку к нахождению Грааля, а также почти полностью уничтожить «Чёрную луну».
Ника вместе с соратниками ищет новые башни Бисмарка для поиска подсказок к местоположению Грааля. Против героев, помимо остатков «Чёрной луны», противостоит Август ван дер Хольт, оружейный магнат, ищущий металл воларум, из которого как раз состоит добытая героями часть головоломки. Хольт нанял наёмницу Джесси Родригез, которая загоняет героев в угол. В обмен на неё и секс с Джошуа Донато, с которым она когда-то состояла в отношениях, Родригез отпускает героев. Потрясённая случившимся, Ника заявляет, что покидает МАК.
Некоторое время спустя в Сан-Франциско Ника пытается сбежать от преследующих её агентов МАК. Какое-то время ей удаётся оторваться от погони, однако при поездке в поезде её всё-таки настигает агент «Дельта» — куратор команды, в которую входила Ника. Он сообщает ей, что официально Чайкина признана погибшей. Он просит её в обмен на новый паспорт и документы внедриться в организацию Holt International в качестве телохранителя Мико, младшей сестры её владельца, Августа ван дер Хольта. В итоге Ника становится телохранительницей Мико, с которой ей удаётся найти общий язык. Спустя некоторое время Хольт узнаёт, что Ника является шпионом и ей известно о его планах: сымитировать нападение Северной Кореи на США. Чтобы предотвратить запуск ракет, Ника вступает в схватку с Августом, и вместе с Джонни ей это удаётся. Ника получает от МАК обещанные документы.
В секретной лаборатории МАК совершает побег один из подопытных — Ян Ван, заполучивший сильные псионические способности. Нике удаётся его усмирить, после чего агент «Дельта» предлагает Чайкиной вернуться в МАК и продолжить поиски Грааля, на что девушка соглашается. Продолжение поисков привело героев в Чехию, к ещё одной башне Бисмарка. В ходе безуспешных поисков на Нику и команду напал один из последователей культа бога-ворона Кутха, решивший принести девушку в жертву богу. На помощь к героям пришла давняя подруга Чайкиной, Джина Стивенс. Джина предупредила подругу, что вскоре братство может узнать о том, что она жива, и тогда от неё попытаются избавиться, а также от всех тех, кто встанет на их пути.
Руководство МАК узнаёт о планах Августа и Магистра, могущественного мага и чернокнижника, по воскрешению Кутха. Группа Чайкиной отправляется на базу Хольта в Монголии, на которой и происходит воскрешение. Ника объединяется с майором Игорем Громом, оказавшимся на базе в поисках своего заклятого врага Сергея Разумовского, и Джесси Родригез, чтобы одолеть Кутха. После гибели Кутха Ника узнаёт о смерти агента «Дельта» и роспуске МАК.
Впоследствии Ника решается продолжить дело «Дельты» и найти Святой Грааль. Риппе клонирует Нику и использует её против самой Ники. Несмотря на сложности, Нике удаётся одолеть Риппе и завладеть Граалем благодаря помощи Джины. Ника передаёт Грааль Братству воров на хранение, а Джина забирает себе двойника Ники. Герои празднуют победу, но неожиданно на них нападает Август ван дер Хольт с группой солдат, собирающийся пленить их. Ника и её товарищи дают ему бой, но проигрывают, а Ника в ходе схватки лишается обеих ног.

### Союзники
Тяжело раненая Ника Чайкина оказывается в неизвестной больнице, где с ужасом узнаёт о потере обеих ног. Медперсонал уверяет её, что они вылечат её и разработают ей необходимые протезы, однако Ника узнаёт, что на самом деле её и её друзей держит в заложниках Август ван дер Хольт. Единственный оставшийся на свободе агент «МАК», хакер Джонни Симмонс, собирает команду из новой напарницы Садап и Джесси Родригез. Благодаря их помощи Джонни удаётся спасти Лотту, Артура, Джошуа, страдающего неизвестной болезнью, и саму Нику. Теперь новая команда из беглецов решает отправиться в крепость «Асулбург» в Антарктиде, чтобы укрыться там от преследования Хольта и восстановить силы. «Асулбург» же становится в некотором роде пристанищем для «оперённых» — для людей, на которых подействовала сила погибшего Кутха, в результате чего они получили сверхъестественную способность.
Тем временем Хольт начинает охоту на оперённых. В качестве места для будущей тюрьмы для оперённых Хольт выбирает «Асулбург» и направляет туда своих людей. Из-за этого героям приходится срочно сбегать из своего нового дома, чтобы не попасться «Инквизиции» Хольта. Команде удаётся спасти оперённого Михаила Алвареса, который получил способность нравиться людям до такой степени, что вызывает у находящихся рядом наркотическую жажду поедать его плоть, а Ника наконец получает протезы и возможность вновь ходить.
Holt International берёт в плен «оперённого» Мёрдока МакАлистера, ирландского террориста, участвовавшего в событиях «Майора Грома» и «Времени Ворона». Внедрившийся в Holt International Кирк О’Райли, старый товарищ Мёрдока, совместно с командой Ники придумал план вызволения его из тюрьмы. В это же время на «Асулбург» нападает Андрей Радов, один из людей, некогда одолевших Кутха, а теперь стремящийся уничтожить всю магию в мире, считая ей главным источником всего зла. Видя что Ника, его соратница в битве с Кутхом, поддерживает оперённых, он нападёт на неё и её друзей. Героям чудом удаётся выжить в неравной битве с Радовым.
После захвата Радовым церкви в Москве и последующей за этим битвы между оперёнными, Радовым и Хольтом остаётся множество жертв, в том числе и среди обычных жителей. Ника и команда, имея видеозапись, на которой солдаты Хольта расстреливают мирных жителей во время конфликта в церкви, обнародуют её общественности, чтобы скомпрометировать своего врага. В ответ Хольт запускает прямую трансляцию, во время которой рассказывает смотрящим о своей борьбе против оперённых, причине их появления, а также убивает нескольких на камеру. Он раскрывает, что на самом деле работал на некое «Высшее общество» наподобие Иллюминатов — «Демиургов». В конце он зовёт на встречу Нику Чайкину, в надежде отомстить ей прежде чем его убьют люди, на которых он работал. По итогу, Август объединяется с «Союзниками» против «Демиургов». Одолев их, Август высказывает желание присоединиться к Нике и её команде, но та в ответ убивает его, считая что Хольт никогда не изменится и что это единственный способ избежать будущих убийств с его стороны.
После смерти брата Мико, получившая способность «выключать» сверхспособности оперённых прикосновением, перенимает его компанию по наследству и запускает программу «Возвращение», в рамках которой помогает оперённым избавиться от своих суперспособностей, однако группа оперённых, собранная Магистром, объявляет войну Мико, на что та просит «Союзников» помочь ей одолеть их. Выполнив просьбу Мико, «Союзники» просят её лишить их суперсил, но один из «оперённых» убивает Мико, делая излечение остальных оперённых невозможным. В качестве мести Михаил Алварес распыляет частички себя над стадионом, вызывая у всех присутствующих сильнейшую наркотическую зависимость, а сам кончает жизнь самоубийством. Дабы нейтрализовать действие наркотика, Джошуа с помощью своих способностей воздействует на чувства и эмоции всех присутствующих, но при этом погибает. Этот поступок меняет отношение к оперённым в лучшую сторону. «Союзники», в том числе и Ника, расходятся, и каждый начинает жизнь с чистого листа.

### Прочие появления и альтернативные версии
В 2015 году был анонсирован выход статуэток из искусственного камня высотой в 30 см от компании Prosto Toys, представляющих героинь комикса Нику Чайкину и Джесси Родригез. По словам Артёма Габрелянова, выбор в пользу героинь «Красной Фурии» сделал сам производитель игрушек, ибо «красивые девушки больше заинтересуют покупателей», чем, к примеру, Игорь Гром. Ника Чайкина появляется в юмористическом комиксе-антологии «Красная Фурия: 1966», который сделан в духе комиксов 60-х годов.
1 октября 2021 года состоялся анонс сериала «Фурия» совместного производства Bubble Studios и «Кинопоиска», основанный на «Красной Фурии». Сериал станет частью «Киновселенной Bubble» наряду с фильмами «Майор Гром: Чумной Доктор», «Гром: Трудное детство» и «Майор Гром: Игра». В сериале Ника Чайкина оказывается втянута в разборки московских криминальных организаций. Роль Ники Чайкиной должна была исполнить Дарья Верещагина, однако в декабре 2024 года стало известно, что актриса покинула проект по неизвестным причинам.

## История создания
Основой для каждой из линеек комиксов Bubble стали архетипичные сюжеты, в случае «Красной Фурии» — шпионский боевик. После выхода комикса многие профильные журналисты и читатели посчитали, что прототипом главной героини, Ники Чайкиной, стала Чёрная вдова — персонаж американских комиксов издательства Marvel. Артём Габрелянов признавал, что в первом выпуске намерено «нарядил» Чайкину в чёрный латексный костюм с целью «спровоцировать» читателей на поиск параллелей с героиней комиксов Marvel. Однако само влияние американского комикса при создании «Красной Фурии» Габрелянов отрицал, хоть и отмечал схожесть двух героинь: «самым логичным и простым решением было бы дать Нике чёрный облегающий костюм, но „Красная Фурия“ уже одним своим прозвищем вступала на поле „Чёрной Вдовы“, и нам не хотелось, чтобы она была похожа на неё ещё и внешне». Итоговым решением стал красный костюм с ремешками и скалолазными принадлежностями. Рыжие волосы Нике было решено дать под вдохновением от сериала «Светлячок». Габрелянов признавался, что, хоть Ника Чайкина и является главной героиней комикса, лидером команды, в которую она входит, решено было сделать Джошуа Донато: «я просто не считаю правдоподобным, что в команде вооруженных головорезов главной может быть женщина, когда в этой же команде есть огромный накачанный мужик».
История Ники сильно изменилась в серии-продолжении «Красной Фурии» — «Союзниках», сценаристкой которой стала Наталия Девова, до этого работавшая над «Иноком» и «Экслибриумом». Сама Девова также критиковала «Красную Фурию» в том числе за отсутствие сильных женских персонажей, что и хотела исправить. Наталия утверждала, что настоящая серия для женской аудитории должна прежде всего содержать в себе героинь, которые смогут стать для читательниц ролевыми моделями, и на которых захочется равняться. Первые выпуски «Союзников» стали самыми показательными: из весёлого и сумбурного шпионского боевика серия превратилась в напряжённый психологический триллер, посвящённый главным образом отображению рефлексии главных героев, в частности, Ники Чайкиной, потерявшей ноги и ставшей инвалидом. Работая над персонажами, доставшимися от «Красной Фурии», Наталия решила кардинально переработать устоявшиеся образы почти каждого старого героя, в чём ей ассистировала Алина Ерофеева, делавшая наброски и концепты новых образов по описаниям Девовой. Так, главная героиня комикса, Ника Чайкина, став инвалидом, больше не могла быть экшен-героем, как ранее. Чтобы подчеркнуть это, Ника изображалась подавленной, неряшливой и истощённой, вместо распущенных волос стала носить косу, а вместо спецкостюма и шпионской экипировки — спортивную или домашнюю одежду.

## Отзывы и критика
Сама Ника Чайкина неоднократно сравнивалась рецензентами с супергероиней Чёрной вдовой из комиксов американского издательства Marvel Comics. На момент выхода «Красной Фурии» отмечалась крайне активная сексуализация героини, которая со временем стала более умеренной, а к выходу «Союзников» и вовсе сошла на нет. Поначалу персонаж вызвал не самый лучший отклик среди критиков, так, в обзоре на комикс «Красная Фурия» от ресурса SpiderMedia.ru Ольга Щербинина назвала Нику Чайкину повзрослевшей Ким Пять-с-плюсом, изуродовавшей тело жуткой пластической операцией. Щербинина сетовала на слабо прописанную мотивацию героини, её критичную для главного протагониста комикса невыразительность. В «Союзниках» Ника была удостоена намного более тёплых отзывов: Буянов Константин в своей рецензии для портала Geekster перечислял эмоциональный и трогательный сюжет работы Наталии Девовой о травмирующем опыте главной героини Ники Чайкиной и «неприятно острый» рисунок художницы Алины Ерофеевой, благодаря которому лучше ощущается надломленность Ники, и за счёт этого счёл, что «Союзники» наиболее успешный перезапуск в рамках «Второго дыхания». GeekCity отметил контраст Ники в «Союзниках» и «Красной Фурии», добавив, что новая Ника намного интереснее старой.
Анна Сабодан в своей статье для Высшей школы экономики рассмотрела изменения образа Ники в течение всей её истории, и отмечает, что, если в ранней «Красной Фурии» Ника является просто привлекательной красоткой, то в дальнейшем она преобразуется в более многогранного персонажа, на долю которого пришлось немало травм и лишений. Сабодан делит историю Ники на три этапа: 2012—2014, 2014—2016, на котором и кончается «Красная Фурия», а третий этап начинается в 2017 году с выходом «Союзников». Первый этап характерен большим акцентом на сексуальную привлекательность Ники, но в то же время рецензент подчёркивает, что авторы явно ещё находились в процессе поиска нужного образа. Второй этап приурочен к выходу кроссовера «Время Ворона», в ходе которого Ника становится более приземлённой и человечной героиней. Третий же этап становится переломным: Ника в начале «Союзников» остаётся без ног, претерпевает множество лишений, и это заставляет её пересмотреть отношение к жизни. В итоге от старой Ники, с которой начиналась «Красная Фурия», в новой не осталось и следа.
В статье Руслана Саудова анализировались супергерои Bubble с точки зрения понятия «пост-человека» в массовой культуре — оно олицетворяет сущность, которая не существовала и никогда не будет, но при этом является нечто более высоким по отношению к нынешнему человеку — как в физическом плане, обладая сверхспособностями, так и в моральном. Супергерои как явление вполне укладываются в рамках этого понятия. Выделяется три типа пост-человека — идеальное тело, которое воплощает сверхсилу (пример — Супермен), космическое тело, связанное с научной фантастикой Серебряного века комиксов, и военно-промышленное тело, которое опирается на военные технологии. Саудов отметил, что Ника относится к военно-промышленному виду, так как она, во-первых, использует различные технические приспособления для достижения своих целей, во-вторых, потеряв ноги, получает протезы, которые, опять же, позволяют ей выходить за рамки человеческих возможностей. Мария Маркова в статье для научного издания «Вестник РГГУ» отметила, что Красная Фурия, в отличие от супергероев американского образца, вполне могла бы функционировать в другом жанре, например, в шпионском боевике или детективе, и потому не является супергероем в полном и традиционном смысле этого слова.

### Коллекционные издания
- Красная Фурия — Книга 1: В поисках грааля. — Bubble Comics, Октябрь 2014. — Т. 1 (№ 1—7) и доп. материалы. — 232 с. — (Красная Фурия). — ISBN 978-5-9905844-2-6.
- Союзники — Книга 1: Перед рассветом. — Bubble Comics, Сентябрь 2017. — Т. 1 (№ 1—4) и доп. материалы. — 168 с. — (Союзники). — ISBN 978-5-9500084-9-8.